# Cinodòntid cua de foc
El cinodòntid cua de foc (Hydrolycus tatauaia) és una espècie de peix de la família dels cinodòntids i de l'ordre dels caraciformes. El seu nom específic, tatauaia, significa ‘cua de foc’ en tupí.

## Morfologia
- Els mascles poden assolir 45,5 cm de longitud total.[6][7]

## Hàbitat
És un peix d'aigua dolça i de clima tropical.

## Distribució geogràfica
Es troba a Sud-amèrica: conques dels rius Amazones i Orinoco, i rius de la Guaiana.